# Daedalic Entertainment
Daedalic Entertainment GmbH es una empresa alemana de desarrollo y publicación de software de videojuegos con sede en Hamburgo. Son conocidos por desarrollar aventuras gráficas de estilo point & click.

## Historia
Antes de que Carsten Fichtelmann fundara Daedalic Entertainment GmbH en 2007, había sido director de marketing y jefe de gestión de productos en la Hamburger Publisher dtp durante seis años. Daedalic publicó su primer juego el 5 de junio de 2008, que fue un divertido juego de aventura llamado Edna & Harvey: The Breakout, que surgió de una tesis del director creativo Jan Müller-Michaelis. Se ha vendido muy bien y ha recibido numerosos premios importantes.
Poco después, se publicó el juego de aventuras 1½ Knights: Search of the Ravishing Princess Herzelinde, con el nombre de la misma película. El 28 de agosto de 2009, el juego de aventuras The Whispered World siguió y el título de aventura A New Beginning, que se centra en el cambio climático, fue publicado el 8 de octubre de 2010. En 2011 la secuela de Edna & Harvey: The Breakout fue publicado con el título Harvey's New Eyes. Un año más tarde, una nueva aventura llamada Deponia fue lanzada al mercado, que recibió varios premios también. 
En mayo de 2014, el editor alemán Bastei Lübbe adquirió una participación mayoritaria del 51% en Daedalic Entertainment.

## Juegos

### Como desarrollador
- Edna & Harvey: The Breakout (2008)
- 1½ Knights: In Search of the Ravishing Princess Herzelinde (2008)
- The Whispered World (2009)
- The Tudors (2009)
- Wolfgang Hohlbein: The Inquisitor (2009)
- 20,000 Leagues Under the Sea  (2010)
- A New Beginning (2010)
- Sinister Affair: Immortal Lovers (2010)
- Winterfest (2010)
- The Hidden Continent 2: Column of the Maya  (2010)
- The Skillz (2010)
- The Chronicles of Shakespeare: Romeo & Juliet (2010)
- Robin Hood: King of the Outlaw (2010)
- Ravensburger Puzzle (2010)
- Derrick: Death in the Flower Bed (2010)
- Dragon Guardian: The Prophecy (2011)
- The Chronicles of Shakespeare: A Midsummer Night's Dream (2011)
- Edna & Harvey: Harvey's New Eyes (2011)
- Borgia (2011)
- Ravensburger Puzzle 2 (2011)
- Deponia (2012)
- The Dark Eye: Chains of Satinav (2012)
- Chaos on Deponia (2012)
- Goodbye Deponia (2013)
- The Night of the Rabbit (2013)
- The Dark Eye: Memoria (2013)
- Journey of a Roach (2013)[2]
- The Dark Eye: Blackguards (2014)
- 1954: Alcatraz (2014)
- Blackguards 2 (2015)
- Fire (2015)
- Anna's Quest (2015)
- Deponia Doomsday (2016)
- Silence (2016)
- The Long Journey Home (2017)
- Ken Follett's: The Pillars of the Earth (2017)
- State of Mind (2018)
- The Devil´s Men (cancelado)
- El Señor de los Anillos: Gollum (2023)

## Premios
Por Edna & Harvey: The Breakout:
- Premio al desarrollador alemán 2008 (Mejor juego de la juventud alemana)
- Premio al desarrollador alemán 2008 (Las mejores aventuras alemanas)
- Premio LARA 2009 (Premio LARA para Niños)
- Aventura del año 2008 (Gamestar)
- Aventura del año (4Players)
- Nominado al Mejor Juego de PC 2008 (Software para niños precio TOMMI)
- Mejor de los mejores 2009 en la categoría "Juegos digitales"

Por The Whispered World:
- Premio al desarrollador alemán 2009 (Mejor juego de la juventud alemana)
- Premio al desarrollador alemán 2009 (Mejor en la historia)
- Premio alemán de juegos de ordenador 2009 (Ganador "Mejor Juego Juvenil")

Por A New Beginning:
- Premio al desarrollador alemán 2010 (Mejor juego de la juventud alemana)
- Premio al desarrollador alemán 2010 (Mejor en la historia)
- Premio al desarrollador alemán 2010 (Mejor banda sonora)
- Premio alemán de juegos de ordenador 2011 (Mejor juego alemán)
- Premio alemán de juegos de ordenador 2011 (Mejor juego juvenil)

Por Chaos on Deponia:
- German Developer Award 2012 (Best Adventure Game)
- German Computer Game Award 2013 (Best German Game)

Por Winterfest:
- Premio Lara 2010 (Premio Lara de Educación)
- Aprendizaje de la competencia EureleA 2011 (Mejor educación media)
- Premio Serious Games 2011 (Premio Serious Games Gold)

Para El Skillz:
- Premio Serious Games 2010 (Premio Serious Game de Bronce)
- Premio al desarrollador alemán 2010 (Mejor juego educativo alemán)

Por Edna & Harvey: Harvey’s New Eyes:
- Premio al desarrollador alemán 2011 (Mejor aventura)
- Premio al desarrollador alemán 2011 (Mejor Juego de Jóvenes)
- Premio al desarrollador alemán 2011 (Mejor Historia)
- Premio al desarrollador alemán 2011 (Mejor diseño de arte)
- Premio alemán de juegos de ordenador 2012 (Mejor Juego de Jóvenes)

Por Living Stories: The Lost Heart:
- Premio al desarrollador alemán 2011 (Mejor Juego Infantil)

Por Silence:
- GameConnection Developer Awards 2015 (Europea - Mejor Calidad del Arte)
- GameConnection Developer Awards 2015 (Internacional - Mejor calidad del arte)
- GameConnection Developer Awards 2015 (Europeo - Proyecto más creativo y original)
- GameConnection Developer Awards 2015 (Europea - IP más prometedora)

Como desarrollador
- Premio Alemán de Desarrolladores 2009 (Estudio del Año)
- Premio Alemán de Desarrolladores 2013 (Estudio del Año)